# Jul i Blåfjell
Jul i Blåfjell är en norsk julkalender producerad av NRKs Barn- och ungdomsavdelning och sändes första gången på NRK i den 1 december 1999. Idé och manus av Gudny Ingebjørg Hagen, musik av Geir Bøhren och Bent Åserud, regi av Torunn Calmeyer Ringen, rekvisita av Gerd Johnsrud och scenografi av Aili Strømsted.
2002 spelades Jul i Blåfjell för första gången på teater. Efter sju år på Oslo nye teater flyttades pjäsen till Folketeateret för att sen komma tillbaka till Oslo nye teater 2013. Serien har även dramatiserats för teater av Svein Sturla Hungnes, med urpremiär på Oslo Nya Teatrar den 15 november 2002.
TV-serien fick 2002 uppföljaren Jul på Månetoppen.

## Handling
Blåtomtarna har mycket att göra fram till Julafton. Varje dag ska de laga Den Blå Timmen, och de ska se till att berget är rent och fint och har det bra. Men i år är det något som inte är som det ska. Någon tömmer soppor på berget, och nyckeln till Kvisthålan är borta! Turte tycker hon hör någon gråta där inne och varför uppför gamle Erke sig så underligt? Även nere i Bygden, som ligger vid foten av Blåfjell, är alla upptagna med julförberedelserna. Brevbärare och kördirigent Kåre Eyolf Olsen junior levererar julpost, men så fort han är ledig sätter han sig vid sitt pianot för att komponera sånger till det nya julspelet.

## Skådespelare
| Roll                       | Skådespelare              |
| -------------------------- | ------------------------- |
| Drottning Fjellrose        | Monna Tandberg            |
| Erke                       | Espen Skjønberg           |
| Eko-Eko                    | Nils Ole Oftebro          |
| Blåfar                     | Paul-Ottar Haga           |
| Blåmor                     | Tone Danielsen            |
| Turte                      | Suzanne Paalgard          |
| Tvilling                   | Mikkel Gaup               |
| Krekling                   | Marius Ramberg Skaug      |
| Mjøltyt                    | Jon Skolmen               |
| Skinntryta                 | Hilde Grythe              |
| Vika                       | Per Frisch                |
| Tistel                     | Jorunn Kjellsby           |
| Molte                      | Erik Hivju                |
| Myra                       | Eli Doseth                |
| Rödnisseflicka             | Hege Rimestad             |
| Ordförande Anders Bergheim | Nils Raderade             |
| Selma                      | Helle Haugen              |
| Mikkel                     | Eirik Kvalsvik            |
| Marta                      | Karoline Fagerheim Hansen |
| Kåre Eyolf Olsen Jr.       | Geir Kvarme               |
| Mamsen                     | Grethe Kausland           |
| Lillegutt                  | Johannes Joner            |
| Syster-Ruth                | Aina Oldeide              |

## Inspelning
Alla utescener spelades in i Røros, medan alla scener inomhus filmades i NRKs studio på Marienlyst i Oslo. 'Vägen till Blåfjell' gick längs den värnade Sleggveien.[källa behövs]

## Musik
Öppningsvinjetten och rulltexten ändrats från 1999 till första gången den visades i repris 2001. Originalet har animerade berg, medan 2001-versionen har foton av det riktiga berget Innerdalstårnet.[källa behövs]

## Mottagande
Serien blev korad till bästa TV-drama under Guldruten 2000 och fick dessutom Spellemannprisen 1999 i klassen barnskivor för ett album med musik från serien.[källa behövs]
2015 bestämde NRK för att Jul i Blåfjell och spinoff-serien Jul på Månetoppen aldrig skulle sändas igen. Detta ledde till protester i form av underskriftskampanjer och fackeltåg.